# Daria Snigur
Daria Snigur (nació el 27 de marzo de 2002) es una tenista profesional de la ucraniana.
Snigur tiene un ranking de individuales WTA más alto de su carrera, No. 105, logrado el 26 de noviembre de 2023.
Hizo su debut en la WTA en el Torneo de Nottingham 2022 luego de pasar la clasificación.
También hizo su debut en el cuadro principal de Grand Slam como clasificada en el Abierto de Estados Unidos 2022.